# 慈善诈骗
慈善欺诈是慈善相关的诈骗行为。美国联邦调查局為避免有人遇到慈善詐騙，特意在自家網站上告知大家如何預防。

## 常见形式
- 虚假募款。欺詐人謊稱自己是慈善机构的成員來誘使捐款人向自己捐款[2]。

- 挪用善款。也有欺詐人向捐款人承諾會將捐款人的捐贈捐給慈善機構，但實際上卻將捐款人的捐贈據為己有[3][4]。

- 诺而不捐。欺诈人公开声称自己做慈善，博取舆论好感，结果未捐少捐或者未付诸行动[5]。